# Alexandre Ambroise Pantin
Alexandre Ambroise Pantin est un homme politique français né le 3 mai 1735 à Écouis (Eure) et mort le 1er décembre 1824 à Gaillardbois-Cressenville (Eure).

## Biographie
Propriétaire cultivateur, il est député de l'Eure de 1791 à 1792, siégeant dans la majorité.

## Sources
- « Alexandre Ambroise Pantin », dans Adolphe Robert et Gaston Cougny, Dictionnaire des parlementaires français, Edgar Bourloton, 1889-1891 [détail de l’édition]